# Cordyla haraka
Dupuya haraka là một loài rau đậu thuộc họ Fabaceae.
Loài này chỉ có ở Madagascar.